# Philipp Ludwig von Baumbach der Jüngere
Philipp Ludwig von Baumbach der Jüngere (* um 1560; † 1618 in Homberg (Efze)) war ein hessischer Hofbeamter. Er stieg am Hofe des Landgrafen Ludwig IV. von Hessen-Marburg bis zum Haushofmeister auf, bekleidete dieses Amt von 1593 bis 1603, fiel aber nach Ludwigs IV. Tod 1604 bei dessen Neffen und Erben, den Landgrafen von Hessen-Kassel und Hessen-Darmstadt, in Ungnade. Er wurde des Ehebruchs mit der Landgrafengattin Maria bezichtigt und einem peinlichen Prozess unterzogen, dann zwar 1605 freigelassen, verlor aber all seine Lehnsgüter.

## Herkunft
Er war der jüngste von drei Söhnen des Philipp Ludwig von Baumbach dem Älteren (* 1532; † 1610/11), Hofbeamter des Landgrafen Wilhelm IV. von Hessen-Kassel, von 1580 bis 1583 Haushofmeister des Landgrafen Philipp II. von Hessen-Rheinfels und nach dem Tod seines Vaters 1552 Begründer der ersten Binsförther Linie der Herren von Baumbach. Seine Brüder waren Ewald Jost († 1637), der unter Landgraf Moritz von Hessen-Kassel dessen Rat und Ober-Forst- und Landjägermeister sowie Landvogt an der Fulda war, und Friedrich, der 1592 in Kassel im Verlauf eines Gelages mit Freunden von Heidenreich von Boyneburg erstochen wurde.

## Leben

### Karriere am Marburger Hof
Nachdem Landgraf Philipp von Rheinfels 1583 verstorben, sein Herrschaftsgebiet unter seine drei in Kassel, Marburg und Darmstadt regierenden Brüder aufgeteilt und sein Hofstaat aufgelöst worden waren, ging Philipp Ludwig d. Ä. zurück nach Kassel und auf seine Stammburg Tannenberg bei Nentershausen, während Philipp Ludwig d. J. als Hofjunker in den Dienst des Landgrafen Ludwig IV. in Marburg eintrat, wo er bald zum Kammerjunker avancierte und ein Günstling des Landgrafen wurde. Nach des Landgrafen Hochzeit mit der 24-jährigen und somit 30 Jahre jüngeren Gräfin Maria von Mansfeld-Hinterort, die reges Interesse an dem jungen Mann zeigte, zum Hofmeister der Frauenzimmer und 1593 als Nachfolger des im November dieses Jahres verstorbenen Johann Scheuernschloss zu Hachborn zum Haushofmeister.
Zwischen Baumbach und der lebenslustigen Landgräfin entwickelte sich schnell eine Aufsehen erregende enge Beziehung, die Ludwig IV. allerdings entweder nicht bemerkte oder nicht bemerken wollte. Als der Landgraf 1597 seiner Gattin den Rodenhof an der Schlossmauer in Marburg schenkte, zog Baumbach auf Marias Anordnung umgehend aus seiner Stadtwohnung in den Rodenhof und damit in die unmittelbare Nähe der Landgräfin. Das Wohnhaus brannte zwar im März 1598 wegen Unvorsichtigkeit des Gesindes ab, wurde jedoch auf Marias Veranlassung sofort wieder aufgebaut, und Baumbach lebte bis 1605 darin, wenn er nicht (ab 1602) in Hachborn weilte.
Baumbach wurde nicht nur von der Landgräfin, mehr noch Landgraf Ludwig IV. reichlich beschenkt. Insbesondere erhielt er nach dem Tod des letzten Herrn von Scheuernschloss dessen Lehensbesitz in Hachborn im Jahre 1602, das ehemalige Kloster Hachborn mit allem Gutsbesitz, das der zuvor praktisch unvermögende Höfling auf Kosten des Landgrafen und der Landgräfin schnell prächtig ausbaute und einrichtete. Auch den Scheuernschloss’schen Burgsitz zu Brauerschwend zwischen Alsfeld und Lauterbach soll er 1602 erhalten haben. Viele seiner wertvollen Geschenke ließ Baumbach nach und nach zur Aufbewahrung zu seinen Eltern auf die Burg Tannenberg bringen.
Baumbachs ungewöhnlich enge Beziehung zur jungen Landgräfin hatten schon lange unter den Marburger Hofleuten Aufsehen und Neid und unter des Landgrafen Verwandten Missfallen erregt, nur Landgraf Ludwig selbst scheint davon unberührt geblieben zu sein. Ob Ludwig letztlich doch von seinen Neffen gedrängt wurde, den Favoriten seiner Ehefrau in gewisse Schranken zu verweisen, ist unbekannt; jedenfalls wurde Baumbach Anfang Juni 1603 als Haushofmeister durch Hans (Johann) Philipp von Buseck ersetzt. Allerdings ließ Ludwig seinen Günstling nicht fallen und stellte ihm sogar noch einschlägige „Rechtfertigungs-Schreiben“ aus.

### Prozess
Als Ludwig IV. im Jahre 1604 ohne erbberechtigte Nachkommen verstarb, fiel der nördliche Teil seiner Landgrafschaft an seinen Neffen, Landgraf Moritz von Hessen-Kassel, der südliche Teil an den Darmstädter Neffen Ludwig V. Beide waren bedacht, ihr Erbe nicht durch Ludwigs IV. überaus großzügige Schenkungen an seine junge Ehefrau oder an deren vermeintlichen Liebhaber schmälern zu lassen, und bestritten Maria ihr Wittum und Baumbach seinen Lehensbesitz. Das Wittum Marias umfasste ab 1591 die ihr bereits als Morgengabe verschriebenen Stadt und Amt Butzbach (die Morgengabe von 5000 Gulden war auf Stadt und Amt Butzbach verschrieben), Schloss, Stadt und Amt Grünberg mit einer jährlichen Rente von 3000 Gulden, ab 1598 auch das Schloss Merlau mit allem Zubehör, ab 1601 auch das gesamte Amt Bingenheim nebst der Fuldischen Mark, sowie einen großen Teil von Ludwigs IV. Vermögen an Geld, Schmuck, anderen Wertsachen und Mobiliar.
Sofort nach Ludwigs IV. Tod ließ Landgraf Moritz alle silbernen und goldenen Stücke und anderen Wertsachen, die Baumbach nach Tannenberg hatte schaffen lassen, inventarisieren. Außerdem bestritt man Baumbach seinen ehemals scheuernschloss’schen Besitz. Um die anfangs unnachgiebige Maria unter Druck zu setzen, wurde Baumbach beschuldigt, zu Lebzeiten Ludwigs IV. eine ungebührliche Beziehung mit ihr gepflegt zu haben. Die Landgrafenwitwe wurde unter Aufsicht gestellt und ihre Bediensteten und Kammerfrauen wurden inhaftiert und mit Anklagen wegen verschiedener Vergehen bedroht. Ebenso Baumbach.
Diese Maßnahmen riefen die Verwandten der Witwe, insbesondere die Welfen-Herzöge August der Ältere und August der Jüngere von Braunschweig-Lüneburg, und andere Fürsprecher Marias auf den Plan, die sich energisch für sie einsetzten. Selbst Kaiser Rudolph II. nahm sie in seinen Schutz und drohte Moritz und seinen Darmstädter Vettern am 2. Mai 1605 mit Geldstrafe und sogar Reichsacht, sollten sie der Landgrafenwitwe ihre gebührende Hinterlassenschaft vorenthalten oder sie weiterhin bedrängen.
Da Maria zunächst vehement um ihr Wittum kämpfte, wurde der Prozess gegen Baumbach umso eifriger vorangetrieben. Dabei wurde insbesondere Druck auf Marias Bedienstete ausgeübt, von denen man sich belastende Aussagen in der Sache Ehebruch erhoffte. Angesichts dieser Gefahr für ihren Ruf wurde Maria nachgiebiger. Der Darmstädter Landgraf Ludwig V., der weniger zu gewinnen oder verlieren hatte, war weniger hartnäckig als Moritz, und die Diener wurden schließlich freigelassen. Unter dem Druck der Umstände willigte Maria am 27. März 1605 in einen Vergleich mit Landgraf Moritz ein: Gegen eine Summe von 54.500 Gulden, weniger als die Hälfte des tatsächlichen Wertes, verzichtete sie für sich und ihre Nachkommen auf Moritz’ Anspruch auf ihr Wittum (Grünberg, Merlau, Butzbach, Fuldische Mark, Rodenhof in Marburg und alle Verschreibungen ihres verstorbenen Gemahls). Ein entsprechender Vergleich mit Ludwig V. von Hessen-Darmstadt folgte bald darauf. 
Baumbachs Verfahren zog sich jedoch noch weiter hinaus. Am 14. April 1605 ließ Landgraf Moritz ihn in der Festung Ziegenhain inhaftieren. Dort wurde er im Juni 1605 von einem Gericht unter Vorsitz des Marburger Hofgerichtsrats Johann Schwertzell d. Ä. (1549–1614) (Beisitzer waren zwei Ritter und vier Rechtsgelehrte) einem peinlichen Prozess unterzogen, in dem ihm u. a. Ehebruch, Hexerei, Vergiftung und unrechtmäßige Landesverweisung mutmaßlicher Mitwisser oder Zeugen seiner verwerflichen Beziehung mit der Landgräfin vorgeworfen wurden. Keiner der Anklagepunkte beruhte auf beweiskräftigen Indizien oder Zeugenaussagen, und es ging dem Landgrafen Moritz und seinen Vettern in Darmstadt auch eher um das Wittum der Landgrafenwitwe und um Baumbachs Besitz als um Baumbach selbst. 
Baumbach wurde, nachdem Maria Ludwigs Erben Moritz und Ludwig V. ihr umfangreiches Wittum vergleichsweise günstig überlassen hatte und nachdem am 5. Juni das erste Gericht über ihn gehalten worden war, in Freiheit gesetzt, ob auf Grund eines Vergleichs oder weil kein Schuldspruch abzusehen war, ist nicht mehr bekannt. Er erhielt seinen beschlagnahmten beweglichen Besitz zurück, nicht jedoch Hachborn und die andern Güter, mit denen ihn Ludwig IV. belehnt hatte; diese wurden von Moritz eingezogen. Alle späteren Versuche Baumbachs, sie auf dem Gnadenwege doch noch zurückzuerhalten, fanden kein Gehör.

### Ende
Philipp Ludwig von Baumbach vermählte sich wenig später mit Louise von Bran, ließ sich in Homberg (Efze) nieder und verstarb dort im Jahr 1618. Sein Bruder Ewald Jost, hessischer Oberforst- und Landjägermeister, gab am 16. April 1625 gegen eine Abfindung alle Ansprüche auf Hachborn auf.
Maria heiratete, nunmehr 44 Jahre alt, sechs Jahre später den 22-jährigen Grafen Philipp V. von Mansfeld zu Bornstädt.